# Thé au Canada
Le thé au Canada a tout d'abord été utilisé comme monnaie d'échange par les colons français et britanniques. Il est consommé par une grande partie de la population du pays.

## Histoire
Avant l'indépendance du Canada, le thé est une monnaie d'échange répandue au sein des groupes de colons. Au Canada anglophone, il s'agit également d'un geste politique montrant son soutien aux Britanniques, le thé étant importé via la Compagnie britannique des Indes orientales. À partir de l'indépendance des États-Unis d'Amérique, le thé est souvent importé des États-Unis ou directement cultivé au Canada et vendu via la Compagnie de la Baie d'Hudson. En 1771, on estime que les Canadiens colons consomment environ deux onces de thé par semaine et par personne.
Dans les années 1860, les femmes canadiennes d'origine britannique invitent leurs proches pour le thé à cinq heures. Cela se produit en parallèle de l'arrivée d'une importante diaspora chinoise sur la côte ouest, avec leurs propres habitudes de consommer du thé. L'entreprise Kwong Lee est fondée à Victoria : elle fournit de nombreux biens importés aux chercheurs d'or chinois, notamment du thé, et la région devient une plaque tournante du thé en Amérique du Nord.
À la fin du XIXe siècle, le thé s'est démocratisé et est consommé dans de nombreux foyers sans différence de classe.
En 1954, le conseil canadien du thé est fondé avec la participation de l'Inde et du Sri Lanka.

## Demande
En 2007, 66 % de la population canadienne boit du thé à la maison. Le thé est plus consommé par des femmes ; les plus âgés boivent du thé noir, tandis que les plus jeunes favorisent le thé glacé. Le thé est tout de même moins consommé que le café dans le pays.
En 2020, le Canada est le vingtième pays le plus consommateur de thé, avec des échanges estimés à 1,12 milliard de dollars américains.

## Commerce
En 2020, le Canada importe 41 930 tonnes de thé et en exporte environ 1 860 tonnes.